# Torre del Oro
Torre del Oro (dansk: Guldtårnet) er et tolvkantet militært vagttårn i Sevilla i Andalusien i det sydlige Spanien, bygget af berbere under Almohaddynastiet for at kontrollere adgangen til Sevilla via Guadalquivirfloden. Tårnet er opført i første tredjedel af det 13. århundrede, og tjente som fængsel i middelalderen, og senere til sikker forvaring af ædle metaller, der periodisk blev anbragt der af den Vestindiske flåde. Tårnet er inddelt i tre niveauer, hvor den tredje og øverste blev tilføjet i 1760 og er cirkulær i form. Tårnets mindre kendte halvsøster Torre de la Plata er et ottekantet tårn, som var en del af Sevilla gamle bymur.